# 中国社会科学院世界宗教研究所
中国社会科学院世界宗教研究所是中华人民共和国的一家宗教学研究机构，成立于1964年，是中国社会科学院的直属研究单位。